# پترووپیم
پترووپیم (به چکی: Petroupim) یک منطقهٔ مسکونی در جمهوری چک است که در ناحیه بنشوو واقع شده‌است.